# Desarrollo del corazón

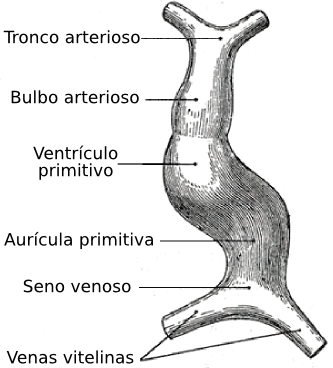
Tubo cardíaco primitivo en el día 22 del desarrollo.

El desarrollo del corazón humano se inicia entre los días 16 a 18 después de la fecundación a partir de la capa del embrión llamada mesodermo.

## Embriología
El sistema vascular aparece en la mitad de la tercera semana, cuando el embrión ya no es capaz de satisfacer sus necesidades nutricionales sólo con la difusión. Las células precursoras de las células cardiacas, que se encuentran en el epiblasto, migran a través de la línea primitiva hasta la hoja visceral o esplácnica del mesodermo lateral, en donde forman un grupo de células con forma semejante a una herradura, denominado campo cardiogénico primario durante los días 16 a 18.
El mesodermo del área cardiogénica da lugar a dos estructuras simétricas que reciben el nombre de cuerdas cardiogénicas, las cuales se ahuecan para originar los 2 tubos endocárdicos. A partir del día 21 del desarrollo embrionario, los 2 tubos endocárdicos se fusionan y forman el tubo cardiaco primitivo.

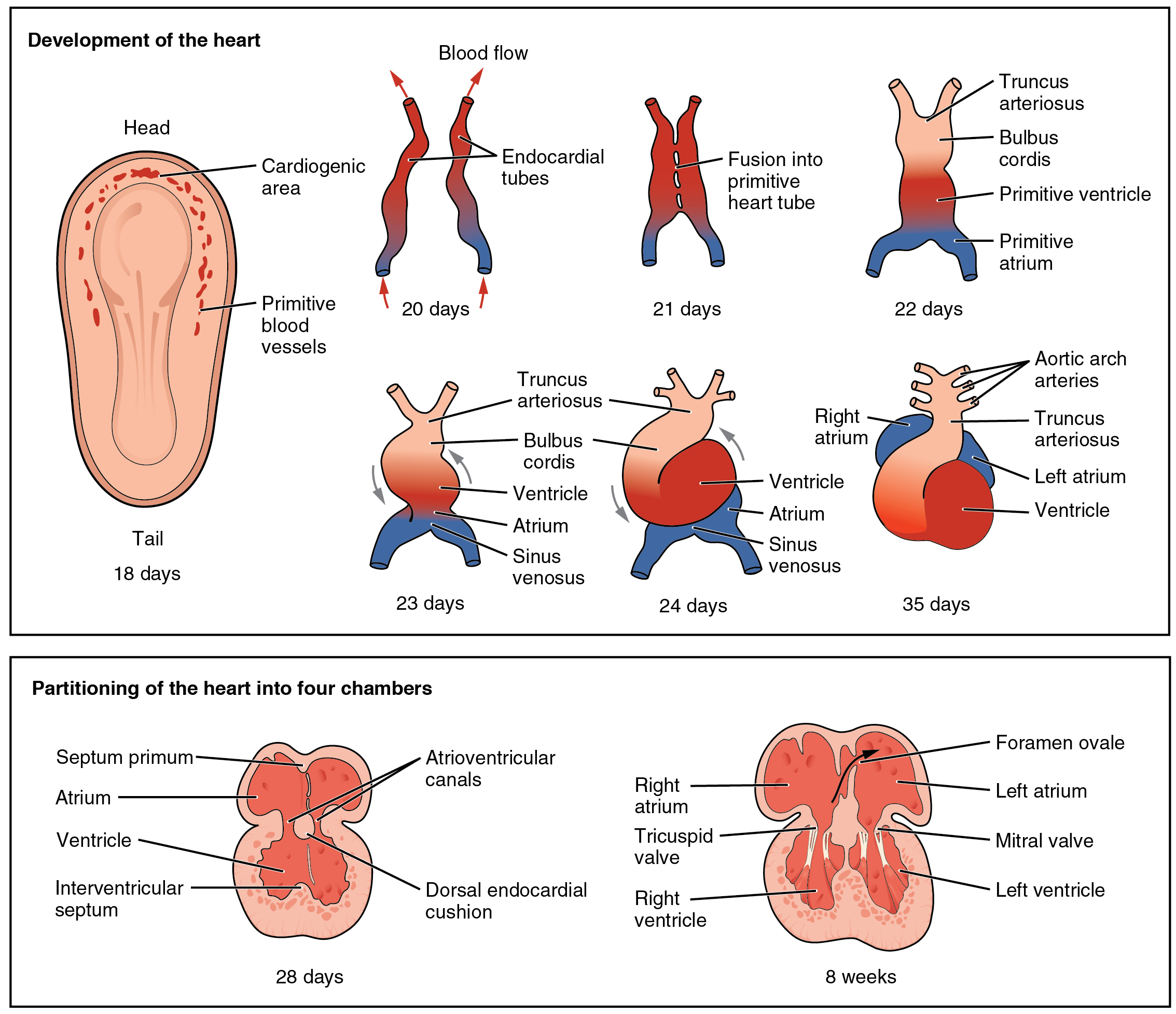
Desarrollo embrionario del corazón.

El corazón es el primer órgano funcionante del embrión. 

A partir del día 22 de vida intrauterina el tubo cardíaco primitivo da origen a 5 regiones que siguiendo el orden del flujo de sangre se denominan seno venoso, aurícula primitiva, ventrículo primitivo, bulbo cardíaco y tronco arterioso. Cada una de estas estructuras primitivas da origen a una porción del corazón adulto, según el siguiente esquema:
- Seno venoso da lugar a una parte de la aurícula derecha y el nodo sinoauricular.
- La aurícula primitiva origina la parte restante de la aurícula derecha y toda la aurícula izquierda.
- El ventrículo primitivo se transforma en el ventrículo izquierdo.
- El bulbo cardíaco da lugar al ventrículo derecho.
- El tronco arterioso origina la arteria aorta ascendente y el tronco de la arteria pulmonar.

A partir del día 28 el canal auriculoventricular común se divide en dos partes que originan el corazón derecho e izquierdo. En el tabique interauricular se forma un agujero de comunicación llamado foramen oval  que no se cierra hasta después del nacimiento. El tabique auriculoventricular se forma a partir de la 5ª semana y las válvulas auriculoventriculares y semilunares entre la 5ª y 8 semana.